# Живописец (съзвездие)
Живописец е малко южно съзвездие с бледи звезди. Въведено е през 17 век и няма съпътстващ мит в античната митология.
В някои старинни звездни атласи съзвездието е изобразявано като статив на художник, тъй като първоначалното му латинско име – Equuleus Pictoris – означава точно това и по-късно е съкратено на Pictor, „художник“.